# Birgit Wöllert

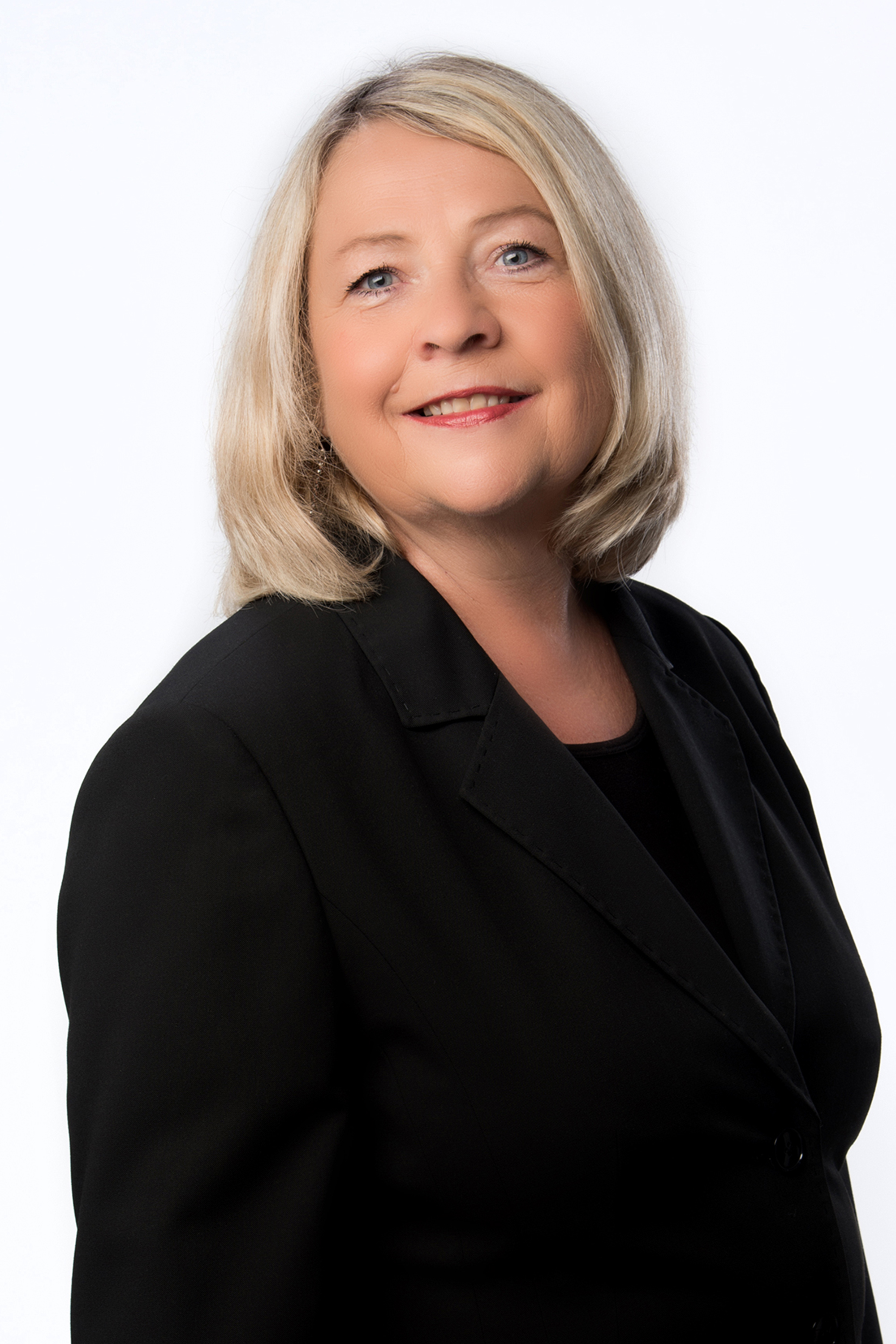
Birgit Wöllert, 2015

Birgit Ottilie Wöllert (* 15. Dezember 1950 in Bendorf am Rhein) ist eine deutsche Politikerin (Die Linke). Sie war von 2004 bis 2013 Abgeordnete im Landtag von Brandenburg und von 2013 bis 2017 Abgeordnete im Deutschen Bundestag.

## Leben
Birgit Wöllert wurde im rheinland-pfälzischen Bendorf am Rhein geboren. 1957 siedelte sie mit ihren Eltern und ihren zwei Geschwistern in die damalige DDR, und dort in den Bezirk Halle über. Nach dem Besuch der Polytechnischen Oberschule (POS) nahm Wöllert 1966 am Institut für Lehrerbildung Weißenfels ein Studium zur Unterstufenlehrerin auf. Anschließend war sie von 1971 bis 1979 als Lehrerin im Kreis Querfurt tätig. Danach zog sie mit ihrer Familie nach Spremberg, da sie nach eigener Aussage dem „Ruf des Kupfers“ folgten. Diese Aussage ist wohl so zu deuten, dass ihr Mann Arbeit im Lausitzer Kupferbergbau fand. In Spremberg fand Wöllert eine Anstellung über die FDJ und leitete bis 1982 das örtliche „Haus der Pioniere“. 1982 studierte Wöllert für ein Jahr an der Bezirksparteischule der SED in Cottbus um anschließend von 1983 bis 1985 ein berufsbegleitendes Fernstudium im Unterrichtsfach Staatsbürgerkunde an der Pädagogischen Hochschule „Ernst Schneller“ Zwickau zu absolvieren, welches sie als Diplomlehrerin abschloss. Ab 1983 arbeitete Wöllert wieder als Lehrerin und wurde für das Schuljahr 1987/88 zu einer stellvertretenden Schuldirektorin ernannt. Anschließend leitet sie bis 1990 als Direktorin eine Spremberger POS.
Seit der politischen Wende ist Wöllert wieder als Lehrerin tätig, wobei sie bis 1994 im Erweiterungsstudium das Zweitfach Deutsch für die Sekundarstufe I an der Pädagogischen Hochschule Potsdam studierte.
Birgit Wöllert lebt in Spremberg. Sie ist seit 1970 verheiratet und hat einen Sohn und eine Tochter.

## Politik
Wöllert war seit 1976 SED-Mitglied und engagiert sich seit der politischen Wende in der DDR vor allem kommunalpolitisch für die PDS und ihre Nachfolgeparteien. Sie ist seit 1990 Spremberger Stadtverordnete, seit einigen Jahren auch Fraktionschefin und Ausschussvorsitzende für Bildung, Kultur, Sport und Soziales im Stadtrat ihres Wohnortes. 1998 wurde sie zudem in den Kreistag Spree-Neiße gewählt und ist dort 2. stellvertretende Kreistagsvorsitzende. Sie leitete von 2003 bis 2008 den Jugendhilfeausschuss des Landkreises Spree-Neiße. Bei der brandenburgischen Landtagswahl 2004 kandidierte sie erfolgreich für ihre Partei im Wahlkreis Spree-Neiße II, 2009 gelang ihr ebenfalls über das Direktmandat der Wiedereinzug in den Landtag. Seit November 2007 ist sie Vorsitzende des Ausschusses für Arbeit, Soziales, Gesundheit und Familie. Bei der Wahl zum Deutschen Bundestag am 22. September 2013 erhielt sie über die Landesliste ein Mandat.
Sie war in der 18. Legislaturperiode des Deutschen Bundestags ordentliches Mitglied im Ausschuss für Gesundheit und im Petitionsausschuss sowie Schriftführerin. 2016 kündigte sie an, nicht wieder für den Bundestag zu kandidieren.